# Palacio Łazienki
El Palacio Łazienki ([waˈʑɛŋki]) (en polaco: Pałac Łazienkowski) —en español, palacio de Baños; también llamado palacio en la Isla (Pałac na Wyspie), palacio sobre el Agua o palacio del Agua (Pałac Na Wodzie)— es un palacio de estilo neoclásico ubicado en el Parque Real Łazienki, en Varsovia. Fue la residencia de verano del último rey de Polonia, Estanislao II Augusto y actualmente es el Centro Contemporáneo de Arte de Varsovia.

## Historia

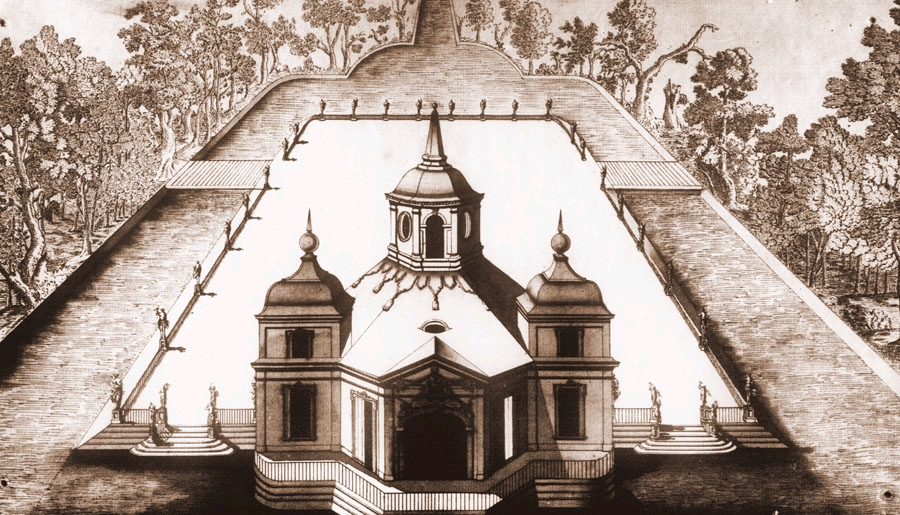
Pabellón de los baños de Lubomirski.

Inicialmente, el edificio era la casa de baños y vivienda del Gran Mariscal de la Corona Stanisław Herakliusz Lubomirski —político y noble (szlachcic) polaco, que era el propietario del Zamek Ujazdowski  (Castillo Ujazdów), situado junto al Palacio. Su construcción se inició antes de 1683 conforme al diseño del arquitecto e ingeniero holandés Tylman van Gameren y finalizó en 1689. Era un lugar de reuniones y una fuente de inspiración poética. Después de 1678, se amplió el complejo del palacio de Lubomirski con cuatro pabellones de parque: Arcadia, Ermita, Frascati y el más extenso de todos, la Casa de baños. 
Entre 1764 y 1795, Estanislao Augusto decidió convertir el Palacio en su residencia privada. Gracias a la ayuda de los arquitectos Domenico Merlini y Jan Kamsetzer, se remodeló la Casa de baños y se convirtió en un Palacio donde se exhibía la colección real de pinturas.
Durante la Segunda Guerra Mundial, el ejército alemán hizo agujeros en las paredes para colocar explosivos, pero el edificio nunca llegó a estallar, aunque si fue incendiado Actualmente, el Palacio Łazienki constituye el Centro Contemporáneo de Arte en Varsovia. La reconstrucción del palacio, bajo la dirección del arquitecto Jan Dabrowski se inició en 1945 y terminó en 1960.  El palacio fue incorporado como una rama del Museo Nacional, y desde 1995 ha sido una institución independiente.
En 2012-2015, se llevaron a cabo trabajos de renovación en el palacio. En ese momento, se consolidaron los pilotes de roble que sostenían la terraza, se colocó una nueva cubierta de techo de estaño, se reemplazaron todas las instalaciones y se mantuvieron las esculturas en los parapetos. La renovación comprendió todas las habitaciones del monumento, incluyendo el salón de baile, donde se presentaron las pinturas de Jan Bogumił Plersch del siglo XVII.

## Arquitectura

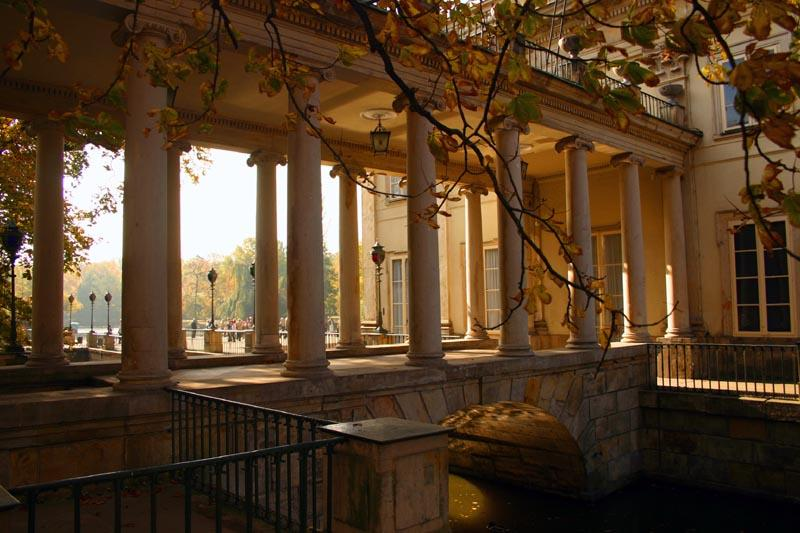
Puente que conecta la orilla oriental con el palacio.

El palacio de mármol está construido sobre una isla artificial que divide el lago en dos partes: en una parte más pequeña hacia el norte y otra de más extensa hacia el sur. El edificio alberga jardines con grutas y está conectado con el parque que lo rodea mediante dos puentes con una columnata de orden jónico. 
Las fachadas, decoradas con esculturas, relieves e inscripciones latinas, están unidas por un entablamento soportado por pilastras de orden corintio gigantescas que comunican las dos plantas y están coronadas por una balaustrada que sujeta estatuas de figuras mitológicas. La fachada del norte se alivia con un pórtico frontón central. En el lado sur, un hueco central profundo se extiende detrás de un muro de columnas corintias. 

## Espacio interior
Una vez construido en 1689, el espacio interior de la nueva estructura fue adornado con abundantes decoraciones de estuco también diseñadas por van Gameren. Entre las decoraciones, había deidades del agua (como, por ejemplo, Nereo), que rodeaban la principal característica decorativa del pabellón: la fuente. Otras salas estaban suntuosamente adornadas con plafones y sobrepuertas, mientras que las paredes estaban cubiertas con cerámica de Delft.

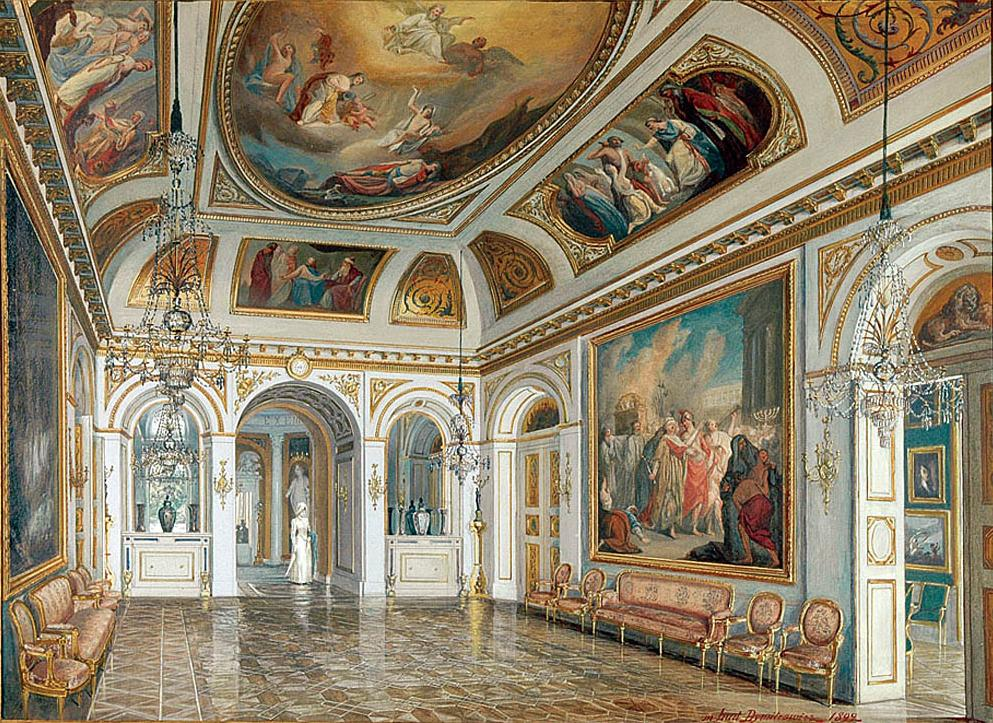
Sala de Salomón, 1892.

En la planta baja del palacio hay la sala de Baco, decorada con cerámica azul holandesa del siglo XVII y una pintura del taller de Jacob Jordaens, Sileno y bacantes. Las fuerzas alemanas destruyeron la pintura del techo de 1778, Baco, Ceres, Venus y Cupido de Jan Bogumil Plersch, en 1944. La Rotonda (Rotunda), diseñada por Domenico Merlini, ocupa la parte central del palacio. Decorada con mármol blanco y amarillo, con figuras de los reyes polacos, es uno de los ejemplos más importantes de la decoración neoclásica que hay en el palacio. Conduce al cuarto de baño y al salón de baile. En el otro lado de la rotonda, hay la galería de arte inferior, que contiene obras secundarias de Rubens y Rembrandt y la capilla. En la planta baja también se encuentra el comedor, donde tuvieron lugar las famosas cenas del jueves, en las que el rey Stanisław August Poniatowski invitaba a los masones principales y otras figuras importantes de la Ilustración polaca. Tanto el mobiliario como las pinturas pertenecen a un estilo clasicista.
La sala de Salomón, uno de los interiores más grandes de la planta baja del palacio, fue adornado con una suerte de pinturas que representan la historia de Salomón. Comprende seis cuadros: El sueño de Salomón [The Dream of Solomon (plafón)], La reina de Sheba ante Salomón (The Queen of Sheba before Solomon), El juicio de Salomón (The Judgement of Solomon), Consulta con el rey Hiram [Consultation with King Hiram (frisos)], Dedicación del templo (Dedication of the Temple) y El sacrificio de Salomón [Solomon’s Sacrifice(muros)]. Estas pinturas las realizó Marcello Bacciarelli para el rey Stanisław August Poniatowski entre 1791 y 1793 y representan al propio monarca como el rey bíblico. Fueron entregadas y, posteriormente, destruidas por los alemanes en 1944 (quemadas delante del palacio) durante la ocupación nazi en Varsovia que pretendía hacer estallar el edificio. En el primer piso se encuentran los apartamentos reales, la galería de arte superior, la galería, el gabinete del rey, los dormitorios reales, el ropero y las habitaciones de los oficiales.